# Fastweg
Fastweg ist eine vor allem im Mittelgebirge Harz gebräuchliche Bezeichnung für einen Kammweg.

## Etymologie
Die Bezeichnung Fastweg leitet sich vermutlich vom Begriff Firstweg ab. Als First eines Berges oder Höhenzuges wird der Gebirgskamm bezeichnet. Ein Fastweg ist also ein Weg auf einem Gebirgskamm.

## Historische Bedeutung des Fastweges
Fastwege hatten eine wichtige Bedeutung für den Warentransport. Während Flussufer und Gebirgstäler häufig von Überschwemmungen betroffen waren und aus diesen Überschwemmungen resultierend häufig weiche Sedimente und Sedimentgesteine aufwiesen, konnten die Kammwege auch bei schlechteren Witterungsbedingungen sicher überquert werden. Die häufige Nutzung der Fastwege führte dazu, dass viele heute noch als Hohlwege zu erkennen sind.

## Fastwege
- Fastwege im Harz:

Den Harz durchzieht ein ganzes System von Fastwegen, die Teil eines Fernweges zwischen Mitteldeutschland und dem Rhein waren. Dieses Wegenetz wurde in seiner Gesamtheit ebenfalls als Fastweg bezeichnet. Ein weiterer Fastweg führt über den Bocksberg und dient heute als Wanderweg vom Bocksberg ins Tal nach Osterode am Harz.
- Fastweg auf dem Rotenberg:

Bis heute bekannt und nachweisbar ist der Fastweg auf dem Kamm des Rotenberges im südwestlichen Harzvorland. Dieser Fastweg wurde vermutlich schon in der Bronzezeit für den Transport von Waren genutzt und behielt seine Bedeutung über das Mittelalter hinaus. Erwähnt wurde er erstmals im Jahr 1002 und war ein Verbindungsweg zwischen den Königshöfen bei Pöhlde und Northeim. Die südöstliche Verlängerung in Richtung Nordhausen ist die Hohe Straße, die über das Silkeroder Hügelland verläuft. Heute dient der Fastweg auf dem Rotenberg als Forst- und Wanderweg.
- Fastweg im Garlstorfer Wald im Landkreis Harburg